# Ochinskij rajon
L'Ochinskij rajon, in russo Охинский городской округ?, è un rajon dell'Oblast' di Sachalin, nell'Estremo oriente russo. Istituito il 12 maggio 1925, ha come capoluogo Ocha, ricopre una superficie di 14.816 km2 ed ospitava nel 2010 una popolazione di circa 29.000 abitanti.